# Boesch

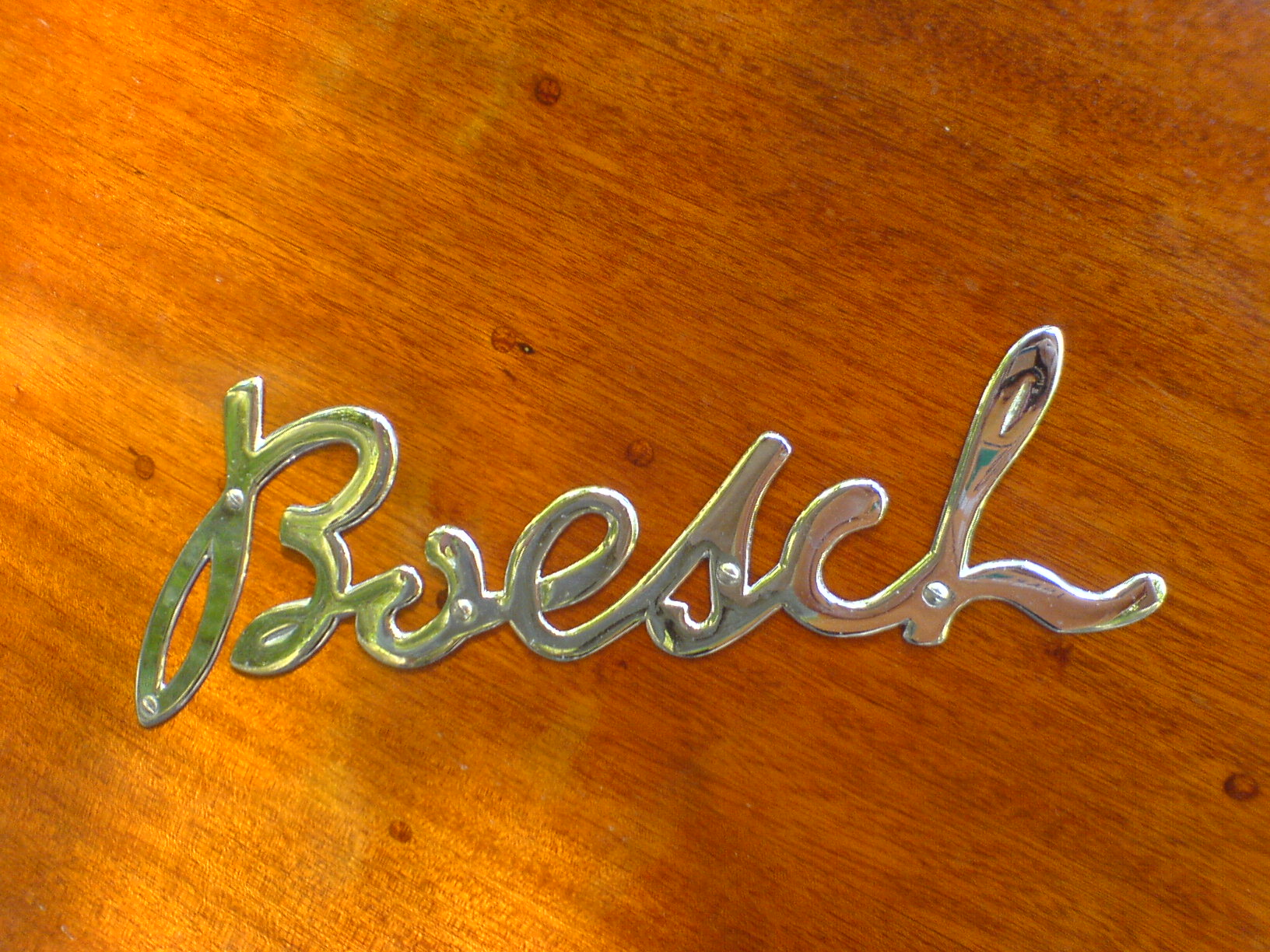
Boesch logga.

Boesch är en schweizisk tillverkare av motorbåtar i trä. Boesch startade tillverkningen 1953. Varvet har tagit fram 16 olika modeller varav 5 fortfarande är i produktion. Boesch tillverkar numera[när?] två modeller med elmotor för att tillgodose de nya stränga kraven i Genèvesjön.